# Ernst Schirlitz

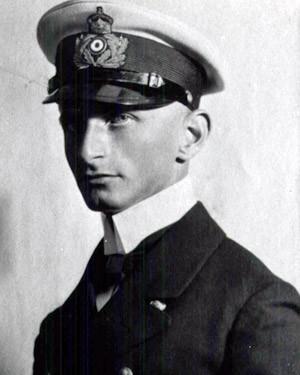
Ernst Schirlitz im Ersten Weltkrieg

Ernst Schirlitz (* 7. September 1893 in Christburg; † 27. November 1978 in Glücksburg) war ein deutscher Marineoffizier, zuletzt Vizeadmiral der Kriegsmarine im Zweiten Weltkrieg.

## Leben
Schirlitz wurde als Sohn des evangelisch-lutherischen Pfarrers Bruno Schirlitz geboren und trat am 1. April 1912 nach dem Abitur auf dem Königlichen Gymnasium zu Elbing in die Kaiserliche Marine als Seekadett ein.

### Kaiserliche Marine
Seine erste Ausbildung erhielt Schirlitz auf dem Großen Kreuzer Hertha, kam im Ersten Weltkrieg zur Marine-Luftschiffer-Abteilung und hat als Wachoffizier auf verschiedenen Luftschiffen an zahlreichen Aufklärungseinsätzen in der Nordsee und an Angriffen auf England teilgenommen. Die Beförderung zum Leutnant zur See erfolgte am 22. März 1915. Nach dem Verlust des Luftschiffes  L 33 über London war er vom 24. September 1916 bis zum 3. Dezember 1919 in englischer Kriegsgefangenschaft. Am 21. August 1919 erfolgte seine Beförderung zum Oberleutnant zur See, wobei das Rangdienstalter auf den 25. Dezember 1917 festgelegt wurde.

### Weimarer Republik und Zeit des Nationalsozialismus
Nach der Entlassung aus der Kriegsgefangenschaft wurde er in die Reichsmarine übernommen und hat sich dort in verschiedenen Bord- und Landkommandos als Wachoffizier, Kompanieführer und Adjutant bewährt.
Am 1. April 1923 wurde er Kapitänleutnant, am 1. Dezember 1930 dann Korvettenkapitän und am 1. April 1936 wurde er zum Fregattenkapitän ernannt. Zu dieser Zeit verrichtete Schirlitz seinen Dienst als Erster Offizier auf dem Panzerschiff Deutschland. Nach weiteren Verwendungen u. a. ab 23. September 1936 als Chef des Stabes beim II. Admiral der Nordsee und zeitgleich Leiter des Abwicklungsamtes der Kriegsmarine war er vom 8. Juni 1938 bis 23. September 1939 Chef des Stabes bei der Inspektion des Bildungswesens der Marine.
Im Zweiten Weltkrieg wurde er zunächst Chef des Stabes beim Befehlshaber der Sicherung der Ostsee und am 28. Oktober 1939 Chef des Stabes beim Unternehmen Seelöwe. Am 1. März 1942 erfolgte die Ernennung zum Konteradmiral. Als solcher wurde er zunächst am 16. Juni 1942 Kommandant der Seeverteidigung Bretagne und kam dann nach Brest. Am 1. März 1943 wurde er Kommandierender Admiral Atlantikküste. Am 1. April 1943 wurde Schirlitz zum Vizeadmiral befördert. Als Kommandierender Admiral Atlantikküste wurde er am 20. August 1944 zugleich Festungskommandant in La Rochelle.
Wie alle Festungskommandanten hatte Schirlitz für den Fall, dass er feindlichen Angriffen auf die Festung La Rochelle nicht standhalten konnte, umfassende Zerstörungsbefehle für die Hafenanlagen La Rochelle/La Pallice. Schirlitz unterstanden 18.000 Mann (Marineeinheiten, Landstreitkräfte und in den Arsenalen beschäftigte deutsche Zivilisten). Zugleich waren jedoch 60.000 Franzosen mit eingeschlossen.
Für den Fall von Kampfhandlungen mit Verbänden der Widerstandsbewegung bestand für den deutschen Festungskommandanten ausdrücklicher Führerbefehl, alle Gefangenen dieser von der deutschen Führung nicht als Truppe anerkannten F.F.I.-Verbände (Forces françaises de l’intérieur) als „Heckenschützen“ zu erschießen.
In die Zeit des Interregnums – der durch den Abzug der deutschen Truppen nicht mehr regierungsfähigen Regierung Pétain und der noch nicht voll konstituierten Exilregierung, wie auch der im Wiederaufbau begriffenen französischen Streitkräfte – fiel die Aufnahme der Tätigkeit des Capitaine de Fregatte Hubert Meyer (aus Lothringen gebürtig) als Parlamentär beim Festungskommandanten Schirlitz. Durch eine provisorisch eingesetzte französische Marineleitung erhielt er den allgemein gehaltenen Auftrag u. a. Zerstörungen von La Rochelle zu verhindern. Gleich zu Anfang entstand eine Vertrauensbasis zwischen Meyer und Schirlitz. Die Verhandlungen führten zunächst zu einer Anerkennung der F.F.I.-Einheiten als Soldaten – unter der Bedingung der Kenntlichmachung durch Armbinden. Am 18./20. Oktober 1944 kam es schließlich nach zahlreichen Treffen zu einem Stillhalteabkommen, der sogenannten Konvention von La Rochelle: Mit zwei um den landwärtigen Teil der Festung zu schlagenden Sicherheitsgürteln, deren inneren die deutschen Truppen, deren äußeren die französischen als Grenze anzusehen hatten, wurde eine Art Niemandsland geschaffen, das beiden Seiten als Übungs- und auch Kampfzone zur Verfügung stand. Der deutsche Festungskommandant verpflichtete sich – ihre Einhaltung durch die französischen Truppen vorausgesetzt –, die Unantastbarkeit der Hafenanlagen zu garantieren.
Die Konvention von La Rochelle bewahrte La Rochelle/La Pallice vor der Gefahr von Kampf und Zerstörung in letzter Stunde.
Mit dem Tag der bedingungslosen Gesamtkapitulation der Wehrmacht wurde die Stadt La Rochelle und die Hafenanlage La Pallice unversehrt an Frankreich übergeben.

### Nach dem Krieg
Am 9. Mai 1945 kam Schirlitz in französische Kriegsgefangenschaft und musste sich vor einem französischen Kriegsgericht verantworten. Von diesem wurde er freigesprochen, nachdem der französische Verhandlungsführer Meyer – inzwischen im Range eines Konteradmirals – mit Entlastungsmaterial gegen falsche Zeugenaussagen vor dem Militärtribunal in Bordeaux erschien. Die Entlassung erfolgte im Oktober 1947. Danach war er einige Jahre als Angestellter in Kiel tätig und lebte hier seit 1951 als Pensionär.
Die Trauerfeier für Schirlitz fand am 30. November 1978 auf dem Kieler Nordfriedhof mit militärischen Ehren durch eine Abordnung der Bundesmarine statt.

## Auszeichnungen
- Eisernes Kreuz (1914) II. und I. Klasse[1]
- Hanseatenkreuz Lübeck[1]
- Spange zum Eisernen Kreuz II. und I. Klasse
- Deutsches Kreuz in Gold am 1. Dezember 1944[2]
- Ritterkreuz des Eisernen Kreuzes am 11. März 1945[2]